# Сто школ
Сто школ китайской мысли (кит. 諸子百家) — собирательное название для интеллектуальных течений периода Сражающихся царств в истории Китая (403—256 гг. до н. э.). Несмотря на разногласия, «школы», судя по палеографическим находкам, не представляли собой закрытые идеологические системы. Такой взгляд на них стал во многом продуктом библиографии династии Хань, которая закрепила их ныне бытующее подразделение. Помимо сохранившихся трактатов, библиография Ханьшу 《漢書·藝文志諸子略序》 перечисляет множество сочинений, которые были полностью или частично утеряны, или обнаружены в новейшее время благодаря археологическим открытиям.
«Сто школ» — образное выражение, которое, тем не менее, отчасти передаёт туманность в их членении. Более реальной характеристикой является т. н. «девять течений, десять школ» 九流十家. К ним относятся:
- конфуцианство 儒家, или, более точно, школа классицистов/ритуалистов — жу.
- даосизм 道家, обнаруживает близость к легизму (напр. Шэнь Дао)
- моизм 墨家, наиболее близка к представлению об организованном учебном институте полурелигиозного свойства; объединяла выходцев из низших слоев общества; противник пышных аристократических ритуалов.
- легизм 法家, противник конфуцианского традиционализма.
- натурализм 陰陽家 — направление, позднее слившееся с даосизмом: уделяло особое внимание учению о пяти фазах.
- школа дипломатии[англ.], т. н. «вертикального и горизонтального альянсов» 縱橫家 (en:Guiguzi)
- школа имён 名家: Дэн Си 鄧析/邓析, Хуэй Ши 惠施, Гунсунь Лун 公孫龍.
- школа сельского хозяйства 農家
- «эклектика» 雜家 — библиографический раздел, в котором были помещены трактаты Хуайнань-цзы и Анналы Люй Бувэя, как совмещающие учения многих школ.
- «малые школы» 小說家

Помимо этих десяти, также иногда называются:
- школа военных/стратегов 兵家: см. Китайские военные трактаты
- школа терапевтов 醫家 (гл. представитель Бянь Цюэ)
- школа заклинателей/геомантов 方技家, сливающаяся с предыдущей и позднее впитанная даосизмом (см. en:Fangshi).